# 다이득 (레방)
다이득(베트남어: Đại Đức / 大德 대덕, 1518년 9월 ~ 1519년 2월 또는 3월)은 베트남 후 레 왕조 때 레방(黎榜)이 사용한 연호이다. 《흠정월사통감강목》(欽定越史通鑑綱目)에는 티엔득(베트남어: Thiên Đức / 天德 천덕)으로 적고 있다.

## 개원 기록
- 《대월사기전서》(大越史記全書) 권15 본기실록 6[1]

- 《흠정월사통감강목》(欽定越史通鑑綱目) 정편(正編) 권26[2]

## 연대 대조표
| 다이득 | 서기 (西紀) | 간지 (干支) | 후 레 왕조 연호    | 명나라 연호     |
| 원년   | 1518년      | 무인 (戊寅) | 꽝티에우(光紹) 3년 | 정덕(正德) 13년 |
| 2년    | 1519년      | 기묘 (己卯) | 꽝티에우 4년       | 정덕 14년       |